# У-18
У-18 — советская тяжёлая самоходная артиллерийская установка времён Великой Отечественной войны.

## История создания
15 апреля 1942 года состоялось заседание пленума Артиллерийского комитета ГАУ КА, посвящённое дальнейшему развитию самоходной артиллерии. На заседании были утверждены требования на самоходную установку, которая должна была стать заменой «истребителю ДОТов»212. Уральским заводом тяжёлого машиностроения в составе Л. И. Горлицкого, Н. В. Курина, Г. Н. Рыбина и К. Н. Ильина и КБ-3 Машиностроительного завода имени М. И. Калинина во главе с Ф. Ф. Петровым, была спроектирована САУ У-18 на базе КВ-7 оснащённая 152,4-мм гаубицей ЗИК-20 (МЛ-20С)

### Прототипы: У-19; СУ-152
По заказу ГАУ пришлось спешно выполнять проект У-19, установить на шасси танка КВ 203,2-мм гаубицу обр. 1931 г. Б-4 массой 12,7 тонн. Размеры САУ оказались внушительными ,а боевая масса составила 66 тонн. Из за превышенной нагрузки на ходовую часть и низкой маневренности работы по У-19 были свернуты.
У-18 начали дорабатывать на Челябинском Кировском заводе по указанию заместителя танковой промышленности Ж. Я. Котина. САУ оснастили орудием 152-мм гаубица-пушка образца 1937 года (МЛ-20), а затем на шасси КВ-1с. САУ получила заводское название КВ-14. 14 февраля 1943 года, после успешных испытаний, постановлением ГКО КВ-14 (объект 236) был принят на вооружение и запущен в серийное производство под индексом СУ-152.

## Описание конструкции

### Двигатель
В качестве силовой установки в САУ У-18 предполагалось использовать дизельный четырёхтактный V-образный двенадцатицилиндровый двигатель В-2К, который на выходе мог обеспечить мощность в 600 лошадиных сил.

### Трансмиссия
Трансмиссия тяжелой самоходно-артиллерийской установки У-18 состояла из следующих основных узлов и агрегатов:
- многодискового главного фрикциона, который работал по принципу сухого трения «сталь по феродо»;
- пятиступенчатой коробки передач тракторного типа;
- двух многодисковых бортовых фрикционов, работающих по принципу трения «сталь по стали»;
- двух бортовых планетарных редукторов;
- плавающих тормозов ленточного типа.

### Подвеска
Подвеска в У-18 по своему типу классифицируется как торсионная индивидуальная при внутренней амортизации по каждому из 6 штампованных опорных двухскатный катков малого диаметра применительно по каждому борту. По каждому опорному катку на против него к броневому корпусу путем сварки крепились ограничители хода балансиров подвески. Ведущее колесо, оснащенное съемными зубчатыми венцами с цевочным зацеплением, применительно по каждому борту располагалось сзади, а направляющие ленивцы — впереди. Верхняя ветвь гусеницы опиралась на три малых литых поддерживающих катка, которые не обрезинивались бандажами.
Каждая гусеничная цепь собиралась из 86—90 литых траков одногребневого типа с шириной в 700 и шагом в 160 миллиметров.

## Вооружение

### Орудие
Орудие ЗИС-20 (МЛ-20С) 152,4-мм пушка гаубица. Советская гаубица-пушка периода Второй мировой войны. Серийно выпускалось с 1937 по 1946 год и по сей день стоит на вооружении многих стран мира. Также этой пушкой вооружали ИСУ-152.

### Технические характеристики орудия
| Параметр                        | Значение  |
| ------------------------------- | --------- |
| Калибр, мм                      | 152,4     |
| Скорострельность, выстрелов/мин | 3—4       |
| Прицельная дальность, м:        | до 17 230 |
| Длина ствола, мм                | 4240      |

### Снаряды
Для данной пушки доступны следующие снаряды:
- БР-540 — бронебойный остроголовый каморный снаряд.
- БР-540Б — бронебойный тупоголовый каморный снаряд.
- БП-540 — кумулятивный снаряд. Присутствует только на ИСУ-152
- ОФ-540 — осколочно-фугасный снаряд.

### Технические характеристики снарядов
| Снаряд  | Тип | Масса, кг | Начальная скорость, м/с | Задержка взрывателя, м | Чувствительность взрывателя, мм | Масса взрывчатого вещества, г | Угол встречи, при котором вероятность рикошета 100 % | Угол встречи, при котором вероятность рикошета 50 % | Угол встречи, при котором вероятность рикошета 0 % |
| ------- | --- | --------- | ----------------------- | ---------------------- | ------------------------------- | ----------------------------- | ---------------------------------------------------- | --------------------------------------------------- | -------------------------------------------------- |
| БР-540  | БС  | 49        | 600                     | 1.2                    | 15                              | 480                           | 25                                                   | 30                                                  | 43                                                 |
| БР-540Б | БС  | 49        | 600                     | 1.2                    | 15                              | 660                           | 19                                                   | 27                                                  | 42                                                 |
| БП-540  | КС  | 28        | 680                     | -                      | 0.1                             | 3840                          | 17                                                   | 21                                                  | 28                                                 |
| ОФ-540  | ОФС | 44        | 655                     | -                      | 0.01                            | 5900                          | 9                                                    | 10                                                  | 11                                                 |

| Название снаряда | Бронепробиваемость, мм на расстоянии, м (по нормали) | Бронепробиваемость, мм на расстоянии, м (по нормали) | Бронепробиваемость, мм на расстоянии, м (по нормали) | Бронепробиваемость, мм на расстоянии, м (по нормали) | Бронепробиваемость, мм на расстоянии, м (по нормали) | Бронепробиваемость, мм на расстоянии, м (по нормали) | Бронепробиваемость, мм на расстоянии, м (угол атаки 30°) | Бронепробиваемость, мм на расстоянии, м (угол атаки 30°) | Бронепробиваемость, мм на расстоянии, м (угол атаки 30°) | Бронепробиваемость, мм на расстоянии, м (угол атаки 30°) | Бронепробиваемость, мм на расстоянии, м (угол атаки 30°) | Бронепробиваемость, мм на расстоянии, м (угол атаки 30°) |
| Название снаряда | 10                                                   | 100                                                  | 500                                                  | 1000                                                 | 1500                                                 | 2000                                                 | 10                                                       | 100                                                      | 500                                                      | 1000                                                     | 1500                                                     | 2000                                                     |
| ---------------- | ---------------------------------------------------- | ---------------------------------------------------- | ---------------------------------------------------- | ---------------------------------------------------- | ---------------------------------------------------- | ---------------------------------------------------- | -------------------------------------------------------- | -------------------------------------------------------- | -------------------------------------------------------- | -------------------------------------------------------- | -------------------------------------------------------- | -------------------------------------------------------- |
| БР-540           | 167                                                  | 165                                                  | 152                                                  | 137                                                  | 124                                                  | 111                                                  | 60                                                       | 59                                                       | 55                                                       | 49                                                       | 44                                                       | 40                                                       |
| БР-540Б          | 150                                                  | 148                                                  | 142                                                  | 135                                                  | 128                                                  | 122                                                  | 61                                                       | 61                                                       | 58                                                       | 55                                                       | 52                                                       | 50                                                       |
| БП-540           | 250                                                  | 250                                                  | 250                                                  | 250                                                  | 250                                                  | 250                                                  | 124                                                      | 124                                                      | 124                                                      | 124                                                      | 124                                                      | 124                                                      |
| ОФ-540           | 74                                                   | 74                                                   | 74                                                   | 74                                                   | 74                                                   | 74                                                   | 74                                                       | 74                                                       | 74                                                       | 74                                                       | 74                                                       | 74                                                       |

## Применение
В марте 1942 года был построен макет. Опытных образцов не выпускалось, в боевых действиях не участвовала.